# L'Important (n'est pas d'être important)
Albums de Buzy
Borderlove
L'Important (n'est pas d'être important) est une compilation de la chanteuse Buzy.

## Titres

### CD 1
1. "Body physical" (Buzy - Gérard Anfosso) 3:58
  - extrait du single Body physical, 1986
2. "Adrian" (Buzy) 3:57
  - extrait de l'album Adrian, 1983
3. "Dyslexique" (Buzy - Buzy / Lucas Martinez) 2:31
  - extrait de l'album Insomnies, 1981
4. "Adrénaline" (Buzy) 3:33
  - extrait de l'album Insomnies, 1981
5. "Engrenage" (Buzy) 2:58
  - extrait de l'album Insomnies, 1981
6. "Baby boum" (Buzy - Gérard Anfosso) 4:14
  - extrait du single Baby boum, 1986
7. "Gainsbarre" (Buzy) 3:03
  - extrait de l'album I Love You Lulu, 1985
8. "I love you Lulu" (Buzy) 3:54
  - extrait de l'album I Love You Lulu, 1985
9. "Keep cool" (Buzy) 3:57
  - extrait de l'album Rebel, 1989
10. "Night & day" (Buzy - Buzy / Patrick Vidal) 4:14
  - extrait de l'album Rebel, 1989
11. "Shepard" (Buzy - Frank Langolff) 3:59
  - extrait de l'album Rebel, 1989
12. "Sweet soul" (Buzy - Frank Eulry) 3:49
  - extrait du single Sweet soul, 1990
13. "Alice" (Buzy - Buzy / Christian Polloni) 4:07
  - extrait de l'album Rebel, 1989
14. "La vie c'est comme un hôtel" (Buzy) 3:11
  - extrait de l'album Rêve éveillé, 1993
15. "Le ciel est rouge" (Buzy - Romano Musumarra) 5:21
  - extrait de l'album Rêve éveillé, 1993
16. "Délits" (Buzy) 4:03
  - extrait de l'album Délits, 1998
17. "Comme des papillons" (Buzy - Alice Botté / Denis Hemmer) en duo avec Daniel Darc 3:40
  - extrait de l'album Borderlove, 2005
18. "L'an 2000" (Buzy - Olivier de La Celle aka Le Baron) 4:19
  - extrait de l'album Délits, 1998
19. "Je suis un arbre" (Buzy - K&K) 3:24
  - extrait de l'album Borderlove, 2005
20. "Borderlove" (Buzy - Denis Hemmer) 4:23
  - extrait de l'album Borderlove, 2005

### CD 2
1. "Tu m'écris" (Buzy) 3:32
  - extrait de l'album Adrian, 1983
2. "Bleu" (Buzy) 3:48
  - extrait du single Adrénaline, 1983
3. "Turbulence" (Buzy) 3:38
  - extrait de l'album I Love You Lulu, 1985
4. "Leslie" (Buzy) 3:24
  - extrait de l'album Insomnies, 1981
5. "Enfants migrateurs" (Buzy) 4:24
  - extrait de l'album Rebel, 1989
6. "Morceaux de nuit" (Buzy) 4:26
  - extrait de l'album Rêve éveillé, 1993
7. "Rêve éveillé" (Buzy - Jean-Alain Roussel) 4:12
  - extrait de l'album Rêve éveillé, 1993
8. "Self défense" (Buzy) 3:43
  - extrait de l'album Rêve éveillé, 1993
9. "Stop eject" (Buzy - Gérard Anfosso) 4:33
  - extrait du single Baby boum, 1986
10. "Les années Lula" (Buzy) 3:33
  - extrait de l'album Rêve éveillé, 1993
11. "Up and down" (Buzy) 3:55
  - extrait de l'album Délits, 1998
12. "Amour venin" (Buzy) 3:47
  - extrait de l'album Délits, 1998
13. "L'art de ne pas y toucher" (Buzy - Christian Collet / Buzy) 4:11
  - extrait de l'album Délits, 1998
14. "Qui dit amen, qui dit adieu" (Buzy - Denis Hemmer) en duo avec Corine Marienneau 2:54
15. "Terre étrangère" (Buzy - Le Baron) 3:29
  - extrait de l'album Délits, 1998
16. "Extraterrestre" (Buzy - Jay Alanski) 3:33
  - version inédite 2004, extrait de l'album Borderlove, 2005
17. "Chevaux sauvages" (Buzy - Jay Alanski) 3:54
  - version inédite du titre Borderlove, extrait de l'album Borderlove, 2005
18. "Planter des graines" (Buzy) 4:13
  - version inédite 2003, extrait de l'album Délits, 1998
19. "Stratégie de la solitude" (Buzy) 3:38
  - extrait de l'album Borderlove, 2005
20. "Dyslexique 2007" (Buzy - Buzy / Lucas Martinez) 2:31
  - version inédite 2007, extrait de l'album Insomnies, 1981